# Red Parrot
Parent  mâle  de l'hybridation 
  Cichlasoma citrillum 
×

Parent  femelle  de l'hybridation 
  Cichlasoma synspilum 
Le Red Parrot ou poisson perroquet (Cichlasoma citrillum x Cichlasoma synspilum) est un hybride entre deux espèces de cichlidés reproduit et sélectionné en laboratoire spécialement pour l'élevage en aquariums.